# 天德化工
天德化工控股有限公司，簡稱天德化工控股，以及天德化工（英語：Tiande Chemical Holdings Limited，港交所：0609），在1997年由劉洪亮（董事長）創立，名為「潍坊同业化学有限公司」，而首席執行官為王子江。
現時在中國內地經營生產及銷售氰乙酸酯类、丙二酸酯类、乙氧甲叉、无水乙醇、甲醇、无水叔丁醇、液体氰化钠、异丁烯、聚异丁烯等產品，招股價為1.05港元，發行股份為100,000,000股，集資額為105,000,000港元。而股份則在2006年10月27日於香港交易所主板上市。
總部位於山东省潍坊市卧龙东街187号，以及香港中环夏懿道12号美国银行中心22字楼2204A室。

## 連結
- TDChem.com （页面存档备份，存于）
- TDChem.hi2000.com